# Eivind Garberg
Eivind Garberg (23 maggio 1951) è un ex calciatore norvegese, di ruolo attaccante.

## Carriera
Garberg ha giocato con la maglia del Rosenborg dal 1973 al 1974. Ha esordito in squadra in data 30 aprile 1973, subentrando a Terje Mørkved nella vittoria per 0-1 maturata sul campo del Brann. Il 9 settembre successivo ha trovato la prima rete in campionato, con cui ha sancito il successo per 1-0 sul Frigg.
Nel 1975 è passato allo Skeid, per cui ha giocato 20 partite in quello stesso campionato, che ha visto la squadra retrocedere. In carriera, ha giocato complessivamente 3 partite nelle fasi finali delle competizioni europee, con Rosenborg e Skeid.